# بورگ‌تئاتر

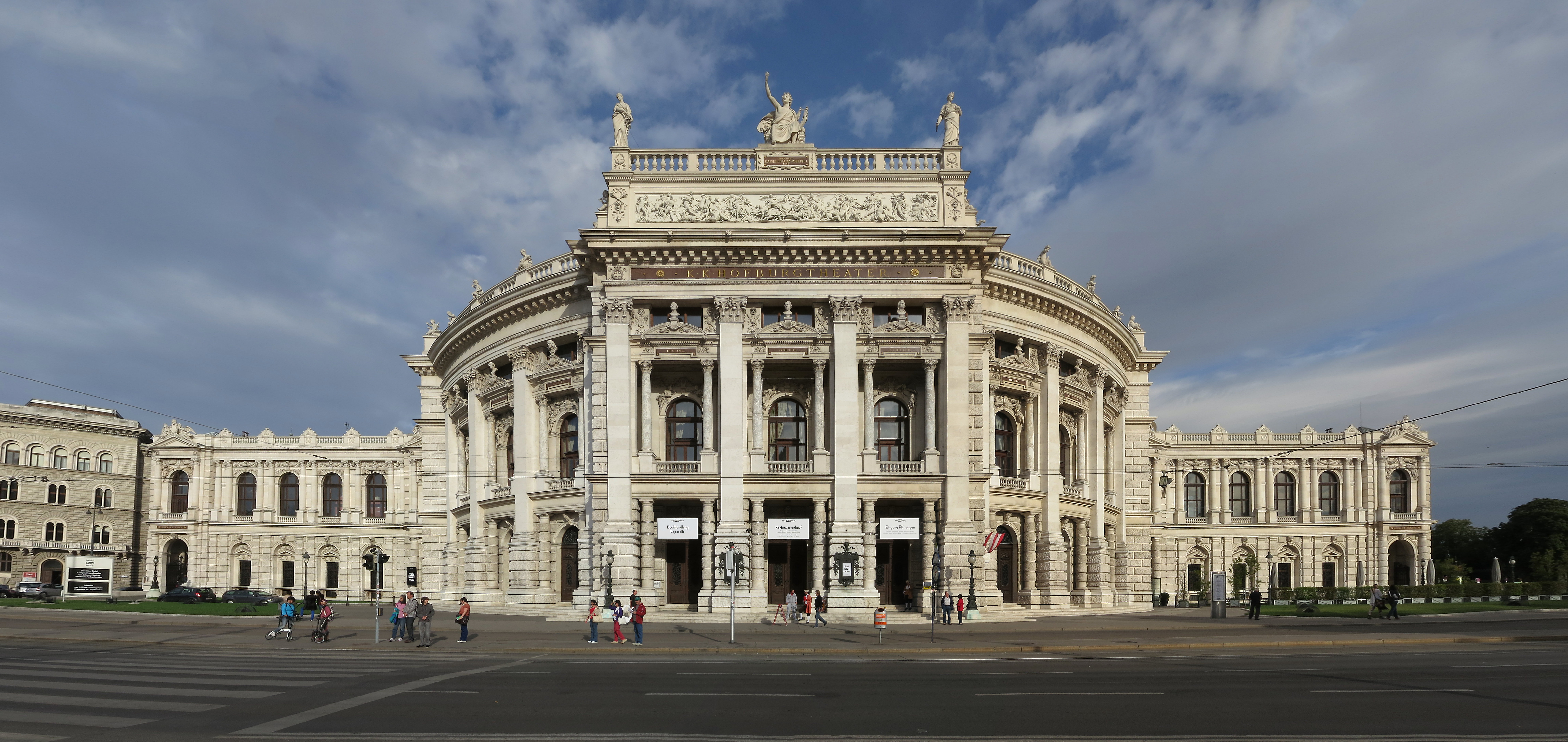
بورگ‌تئاتر

بورگ‌تئاتر (آلمانی: Burgtheater) با نام اصلی کا کا تئاتر ان در بورگ (K.K. Theater an der Burg) و سپس تا سال ۱۹۱۸ با نام کا کا هاف‌بورگ‌تئاتر (K.K. Theater an der Burg)، سالن تئاتر ملی اتریش در وین و یکی از مشهورترین سالن‌های تئاتر آلمانی‌زبان است. این سالن در سال ۱۷۴۱ ساخته شد و توسط اهالی وین با نام دی بورگ (die Burg) شناخته می‌شد.
سالن اصلی در زمین تنیس که به خانه توپ معروف بود ساخته شد که پادشاه رومی _ آلمانی به نام فردیناند اول در سال ۱۵۴۰ پس از سقوط توپخانه قدیمی آن را ساخته بود